# Yoshi's Cookie
Yoshi's Cookie (ヨッシーのクッキー?, Yosshī no Kukkī) è un videogioco rompicapo prodotto dalla Nintendo per le console Game Boy, NES e Super Nintendo nel 1992.

## Modalità di gioco
Lo scopo del gioco è allineare con spostamenti in orizzontale e verticale i biscotti presenti sul banco. Quando è stata realizzata una riga o colonna di biscotti di un determinato tipo, questa scompare e si guadagnano dei punti. Il gioco viene reso difficile dalla caduta di altri biscotti dall'alto e da destra, e si deve realizzare rapidamente una riga o colonna altrimenti il videogioco va in Game Over. Ci sono 10 livelli di difficoltà ognuno con 10 schemi.